# RubyGems
RubyGemsは、Ruby言語用のパッケージ管理システムであり、Rubyのプログラムと（"gem" と呼ばれる）ライブラリの配布用標準フォーマットを提供している。gemを容易に管理でき、gemを配布するサーバの機能も持つ。Rubyバージョン1.9以降では標準ライブラリの一部となっている。

## Gemコマンド
gem コマンドは gem パッケージのビルド, アップロード, ダウンロード, インストールに使われる。

### Gem使用法
RubyGems の機能は apt-get に似たものとなっている。
インストール:
```
gem install mygem
```

アンインストール:
```
gem uninstall mygem
```

インストール済みの gem リスト表示:
```
gem list --local
```

利用可能な gem のリスト表示:
```
gem list --remote
```

RDoc ドキュメントの生成:
```
gem rdoc
```

gem のダウンロードを行う（ただしインストールはしない）。:
```
gem fetch mygem
```

利用可能な gem の検索:
```
gem search mygemsearchstring --remote
```

#### Gem パッケージビルド（構築）
gem コマンドは .gemspec や .gem ファイルの作成やメンテナンスにも使われる。
.gemspec ファイルから .gem の生成:
```
gem build mygem.gemspec
```